# Episodi di Sealab 2021
Elenco degli episodi della serie televisiva animata Sealab 2021.
La prima stagione, composta da 13 episodi, è stata trasmessa negli Stati Uniti, da Cartoon Network (i primi 3 episodi) e Adult Swim (il resto della serie), dal 21 dicembre 2000 al 5 maggio 2002. La seconda stagione, composta da 13 episodi, è stata trasmessa dal 12 maggio 2002 al 16 novembre 2003. La terza stagione, composta da 13 episodi, è stata trasmessa dal 23 novembre 2003 al 25 luglio 2004. La quarta stagione, composta da 13 episodi, è stata trasmessa dal 14 novembre 2004 al 24 aprile 2005.
In Italia la serie è inedita.
| nº               | Codice di produzione | Titolo originale                     | Prima TV USA      |
| Episodio pilota  | Episodio pilota      | Episodio pilota                      | Episodio pilota   |
| ---------------- | -------------------- | ------------------------------------ | ----------------- |
| 1                | 2000                 | Pitch Pilot                          | inedito           |
| Prima stagione   |                      |                                      |                   |
| 1                | 2003                 | Radio Free Sealab                    | 21 dicembre 2000  |
| 2                | 2001                 | Happycake                            | 30 dicembre 2000  |
| 3                | 2002                 | I, Robot                             | 30 dicembre 2000  |
| 4                | 2101                 | Chickmate                            | 2 settembre 2001  |
| 5                | 2102                 | Predator                             | 16 settembre 2001 |
| 6                | 2103                 | Lost in Time                         | 30 settembre 2001 |
| 7                | 2104                 | Little Orphan Angry                  | 14 ottobre 2001   |
| 8                | 2105                 | Waking Quinn                         | 21 ottobre 2001   |
| 9                | 2106                 | All That Jazz                        | 28 ottobre 2001   |
| 10               | 2107                 | Murphy Murph and the Feng Shui Bunch | 9 dicembre 2001   |
| 11               | 2201                 | In the Closet                        | 7 aprile 2002     |
| 12               | 2202                 | Stimutacs                            | 28 aprile 2002    |
| 13               | 2203                 | Swimming in Oblivion                 | 5 maggio 2002     |
| Seconda stagione |                      |                                      |                   |
| 1                | 2204                 | Der Dieb                             | 12 maggio 2002    |
| 2                | 2206                 | The Policy                           | 3 novembre 2002   |
| 3                | 2208                 | Hail, Squishface                     | 10 novembre 2002  |
| 4                | 2209                 | Bizarro                              | 17 novembre 2002  |
| 5                | 2205                 | Legend of Baggy Pants                | 24 novembre 2002  |
| 6                | 2210                 | Tinfins                              | 8 dicembre 2002   |
| 7                | 2207                 | 7211                                 | 15 dicembre 2002  |
| 8                | 2211                 | Feast of Alvis                       | 29 dicembre 2002  |
| 9                | 2301                 | Brainswitch                          | 26 maggio 2003    |
| 10               | 2212                 | Vacation                             | 2 giugno 2003     |
| 11               | 2213                 | Fusebox                              | 9 giugno 2003     |
| 12               | 2302                 | Article 4                            | 16 giugno 2003    |
| 13               | 2303                 | Return to Oblivion                   | 16 novembre 2003  |
| Terza stagione   |                      |                                      |                   |
| 1                | 2309                 | Splitsville                          | 23 novembre 2003  |
| 2                | 2304                 | Tourist Season                       | 30 novembre 2003  |
| 3                | 2305                 | Red Dawn                             | 7 dicembre 2003   |
| 4                | 2306                 | Meet Beck Bristow                    | 14 dicembre 2003  |
| 5                | 2307                 | I, Robot, Really                     | 21 dicembre 2003  |
| 6                | 2308                 | Frozen Dinner                        | 31 dicembre 2003  |
| 7                | 2310                 | Tornado Shanks                       | 11 gennaio 2004   |
| 8                | 2311                 | ASHDTV                               | 20 giugno 2004    |
| 9                | 2312                 | Chalkboard Jungle                    | 27 giugno 2004    |
| 10               | 2313                 | Dearly Beloved Seed                  | 4 luglio 2004     |
| 11               | 2401                 | Craptastic Voyage                    | 11 luglio 2004    |
| 12               | 2402                 | Let 'Em Eat Corn                     | 18 luglio 2004    |
| 13               | 2403                 | Neptunati                            | 25 luglio 2004    |
| Quarta stagione  |                      |                                      |                   |
| 1                | 2404                 | Isla De Chupacabra                   | 14 novembre 2004  |
| 2                | 2405                 | Joy of Grief                         | 21 novembre 2004  |
| 3                | 2406                 | Green Fever                          | 28 novembre 2004  |
| 4                | 2407                 | Sharko's Machine                     | 5 dicembre 2004   |
| 5                | 2408                 | Return of Marco                      | 12 dicembre 2004  |
| 6                | 2501                 | Casinko                              | 6 marzo 2005      |
| 7                | 2502                 | Butchslap                            | 13 marzo 2005     |
| 8                | 2503                 | Monkey Banana Raffle                 | 20 marzo 2005     |
| 9                | 2504                 | Shrabster                            | 27 marzo 2005     |
| 10               | 2505                 | Cavemen                              | 3 aprile 2005     |
| 11               | 2506                 | Moby Sick                            | 10 aprile 2005    |
| 12               | 2507                 | No Waterworld                        | 17 aprile 2005    |
| 13               | 2508                 | Legacy of Laughter                   | 24 aprile 2005    |

## Pitch Pilot
- Titolo originale: Pitch Pilot
- Diretto da: Adam Reed e Matt Thompson (non accreditati)
- Scritto da: Adam Reed e Matt Thompson

### Trama
Due scienziati sono bloccati su un iceberg in Antartide. Chiedono l'aiuto del Sealab, tuttavia l'equipaggio ha altri problemi: Marco pensa di essere un'insalata mentre Sparks interrompe la chiamata guardando il porno e le corse di tartarughe.
- Nota: l'episodio pilota è stato prodotto come presentazione della serie ai dirigenti di Cartoon Network ed è stato reso disponibile esclusivamente nel DVD della prima stagione di Sealab 2021, pubblicato il 20 luglio 2004.[3]

## Radio Free Sealab
- Titolo originale: Radio Free Sealab
- Diretto da: Adam Reed e Matt Thompson
- Scritto da: John J. Miller, Adam Reed e Matt Thompson

### Trama
Un annoiato Capitano Murphy decide di avviare una stazione radio pirata, tuttavia sta risucchiando tutta la potenza del Sealab mentre la FCC è ora alle sue calcagna, pronta a porre fine alla stazione radio con ogni mezzo necessario. Sebbene Murphy sia diventato molto popolare, la FCC lancia una bomba che fa esplodere l'intero Sealab.

## Happycake
- Titolo originale: Happycake
- Diretto da: Adam Reed e Matt Thompson
- Scritto da: John J. Miller, Adam Reed e Matt Thompson

### Trama
Il Capitano Murphy scopre che il suo adorato forno per bambini Happy Cake è stato rubato e mette il Sealab in allerta. Nel frattempo, Sparks rivela a Marco che ha scaricato il forno di Murphy nell'oceano e che in realtà è un "sovrano malvaggio con piani per il dominio del mondo". Dopo aver ucciso il suo capo scagnozzo per non aver ultimato il suo raggio di congelamento, Sparks assume Marco come suo sostituto. Mentre nell'oceano un calamaro gigante ha trovato e reclamato il forno di Murphy, quest'ultimo è ancora alla ricerca dell'Happy Cake. Apprendendo che Stormy ha urinato nel suo letto (in realtà ad opera dagli orfani del Sealab per volere di Sparks), Murphy manda Stormy in una missione suicida con Quinn e un subacqueo francese. Mentre il francese diventa poetico riguardo al mare, Stormy e Quinn raggiungono il forno e il calamaro. Sebbene il calamaro sembri non voler attaccare i tre, Stormy lo uccide schiacciandolo con un sasso e prendono il forno. Viene rivelato che Stormy ha truccato il forno per farlo esplodere. Mentre Quinn e Stormy tornano a casa e Murphy va a prendere il suo forno, Sparks rivela a Marco cosa fa il pulsante di accensione: innesca una bomba all'idrogeno di 15 megaton. Marco cerca di impedire a Murphy di premere il pulsante, tuttavia lo preme comunque facendo esplodere il Sealab, solo per rivelare infine che era tutto un sogno di Murphy.

## I, Robot
- Titolo originale: I, Robot
- Diretto da: Adam Reed e Matt Thompson
- Scritto da: John J. Miller, Adam Reed e Matt Thompson

### Trama
Mentre la stazione è in pericolo a causa di una falla nello scafo, l'equipaggio medita su come sarebbe la vita se mettessero il cervello all'interno dei corpi dei robot.
- Nota: il titolo dell'episodio è basato sul romanzo Io, robot di Isaac Asimov.[4]

## Chickmate
- Titolo originale: Chickmate
- Diretto da: Adam Reed e Matt Thompson
- Scritto da: MC Chris, Adam Reed, Matt Thompson e John J. Miller

### Trama
L'"orologio biologico" di Debbie si ferma e cerca di trovare un membro dell'equipaggio che farebbe da buon padre per il suo bambino non ancora concepito.

## Predator
- Titolo originale: Chickmate
- Diretto da: Adam Reed e Matt Thompson (non accreditati)
- Scritto da: MC Chris, Adam Reed, Matt Thompson e John J. Miller

### Trama
A Sealab arriva un mostro irascibile pseudo-invisibile (ispirato al mostro del film Predator).
- Nota: all'inizio dell'episodio, il Capitano Murphy guarda episodi di The Brak Show, Space Ghost Coast to Coast e Aqua Teen Hunger Force.

## Lost in Time
- Titolo originale: Lost in Time
- Diretto da: Adam Reed e Matt Thompson
- Scritto da: MC Chris, Adam Reed, Matt Thompson e John J. Miller

### Trama
Mentre ricevono tramite cavo un feed senza licenza per il Capitano Murphy, Quinn e Stormy vengono catturati in una distorsione temporale di 15 minuti nel quale Sealab esplode ripetutamente.

## Little Orphan Angry
- Titolo originale: Little Orphan Angry
- Diretto da: Adam Reed e Matt Thompson
- Scritto da: MC Chris, Adam Reed, Matt Thompson e John J. Miller

### Trama
Un "orfano" sale a bordo di Sealab, per gentile concessione della Final Request Foundation, con piani sinistri in mente.
- Nota: il titolo dell'episodio è una parodia di Little Orphan Annie di Harold Gray.

## Waking Quinn
- Titolo originale: Waking Quinn
- Diretto da: Adam Reed e Matt Thompson
- Scritto da: MC Chris, Adam Reed, Matt Thompson e John J. Miller

### Trama
Nella stanza dei serbatoi della stazione, Quinn viene fulminato in acqua da Stormy portandolo a sognare per tutto il tempo una serie di storie bizzarre.
- Nota: il titolo e l'episodio sono un omaggio al film d'animazione Waking Life.[4]

## All That Jazz
- Titolo originale: All That Jazz
- Diretto da: Adam Reed e Matt Thompson
- Scritto da: Adam Reed, Matt Thompson, MC Chris, Dave Willis e Matt Maiellaro

### Trama
Il Capitano Murphy rimane incastrato sotto il distributore della Bebop Cola e nessuno arriva in suo soccorso poiché sono tutti ad un concerto di MC Chris. Durante il suo imprigionamento, Murphy viene punto in continuazione da uno scorpione, il distributore lo colpisce con una lattina facendogli saltare dei denti e un piccolo robot delle pulizie spazza via i suoi denti senza aiutarlo. Con il passare dei giorni, Murphy diventa dipendente dal veleno dello scorpione e questo inizia ad aiutarlo portandogli le bibite fino alla bocca. Dopo circa un anno di reclusione sotto il distributore, Murphy è delirante. Lo scorpione, che Murphy chiama Ben, depone le uova nel suo ombelico di Murphy, tuttavia si cimenta in un combattimento con il robot delle pulizie, con indosso una collana di tutti i denti perduti di Murphy, e perde. Murphy, arrabbiato per la morte di Ben e sotto l'effetto del veleno, diventa abbastanza forte da scaraventare via la Bebop Cola. L'equipaggio ritorna al Sealab dopo aver trascorso l'anno come roadie di MC Chris e sono sorpresi nel vedere un gigantesco e muscoloso Murphy verde ricoperto di piccoli scorpioni e i resti del robot delle pulizie sulla sua testa. A quel punto si scopre che l'intero cartone animato era una pubblicità per la Bebop Cola. Il dirigente non è impressionato e i due inserzionisti propongono il loro secondo piano: un manifesto nello spazio in modo tale che lo possa vedere tutto il mondo. Nonostante questo potrebbe comportare degli tsunami catastrofici sulla Terra, il dirigente accetta prontamente poiché afferma che potrebbe attirare la fascia demografica che stanno cercando.
- Guest star: George Lowe (Dick).

## Murphy Murph and the Feng Shui Bunch
- Titolo originale: Murphy Murph and the Feng Shui Bunch
- Diretto da: Adam Reed e Matt Thompson
- Scritto da: Adam Reed, John J. Miller, Matt Thompson, MC Chris, Matt Maiellaro e Dave Willis

### Trama
Murphy vuole ridecorare la stazione secondo le regole del feng shui e decide di assumere un decoratore specializzato. Mentre Quinn dubita di lui a causa della grande quantità di debiti che sta comportando, il decoratore Master Loo decide di eliminare i vaporizzatori che forniscono l'aria respirabile nel Sealab facendo credere all'equipaggio che fa parte dei suoi lavori. Nel frattempo che l'equipaggio soccombe in una narcosi da azoto, Quinn scopre che Master Loo è un truffatore intento a prendere gli averi del Sealab. Un ridente Stormy riflette se il loro mondo sia solo un videogioco e mentre avviene una resa dei conti tra Master Loo e Marco, si scopre che gli eventi dell'episodio si svolgono in un videogioco giocato da Frullo e Polpetta di Aqua Teen Hunger Force.
- Nota: il titolo dell'episodio è un riferimento alla band hip hop Marky Mark and the Funky Bunch.

## In the Closet
- Titolo originale: In the Closet
- Diretto da: Adam Reed e Matt Thompson
- Scritto da: Adam Reed e Matt Thompson

### Trama
A causa di una porta difettosa, l'equipaggio del Sealab rimane rinchiuso in un ripostiglio degli attrezzi. Mentre cercano di uscire si sentono osservati nella stanza, scoprendo successivamente che un branco di cani assassini non nutriti sta vagando intorno a Sealab.

## Stimutacs
- Titolo originale: Stimutacs
- Diretto da: Adam Reed e Matt Thompson
- Scritto da: Adam Reed e Matt Thompson

### Trama
Sparks pianifica di diventare ricco dopo aver creato una nuova pillola energetica.

## Swimming in Oblivion
- Titolo originale: Swimming in Oblivion
- Diretto da: Adam Reed e Matt Thompson
- Scritto da: Adam Reed, John J. Miller e Matt Thompson

### Trama
Un dietro le quinte del "set" di Sealab 2021.
- Nota: Il titolo dell'episodio è un riferimento al film Living in Oblivion.[4]

## Der Dieb
- Titolo originale: Der Dieb
- Diretto da: Adam Reed e Matt Thompson
- Scritto da: Adam Reed e Matt Thompson

### Trama
Al Sealab si verificano una serie di furti e Murphy accusa prontamente Quinn di essere il ladro. Murphy dichiara la "legge marziana" e Marco è d'accordo dal momento che ha la possibilità di picchiare lui, Stormy e Sparks. Nonostante le proteste di Quinn secondo cui Murphy non è idoneo a comandare e Marco dovrebbe essere arrestato, Murphy fa sposare Debbie e Quinn in modo che non offendano il dio Ares con il loro sesso prematrimoniale. Tuttavia, Marco uccide accidentalmente Debbie e tornano ad accusare Quinn di essere il ladro. Stormy si unisce quindi a Murphy e Marco per picchiare Quinn.

## The Policy
- Titolo originale: The Policy
- Diretto da: Adam Reed e Matt Thompson
- Scritto da: Adam Reed e Matt Thompson

### Trama
Sparks ha convinto Murphy a farsi una carta di credito e inizia ad acquistare prontamente un sacco di cose, lasciandolo indebitato. Come suggerito da Sparks, manda Quinn, Stormy, Debbie e Marco a trovare il tesoro dei pirati nella Viking, una nave affondata, nonostante le loro proteste sul fatto che provenga dalla seconda guerra mondiale per cui non possa esserci alcun tesoro dei pirati. La squadra di salvataggio informa rapidamente Murphy che a bordo della nave sono presenti solo scheletri umani, tuttavia sul punto di tornare, Stormy rivela di essersi brevemente separato dalla squadra e che ha trovato dei cavi che portano alla dinamite che Sparks aveva posto lì in precedenza per far esplodere la nave e chiunque vi si trovava all'interno. Rendendosi conto del pericolo troppo tardi, Sparks ammette l'intero piano a Murphy mentre osservano l'equipaggio che esplode dentro la nave. Mentre Murphy si rilassa in una vasca idromassaggio, Sparks afferma di avere una "politica" anche su di lui e getta una bobina di Tesla nell'acqua. Mentre viene fulminato, Murphy tocca Sparks, uccidendoli entrambi. Successivamente una squadra investigativa viene mostrata nella stanza di Murphy, concludendo che è stato un doppio suicidio dal momento che è stato scoperto il debito della carta di credito di Murphy, scambiandoli tuttavia per amanti.

## Hail, Squishface
- Titolo originale: Hail, Squishface
- Diretto da: Adam Reed e Matt Thompson
- Scritto da: Adam Reed e Matt Thompson

### Trama
Murphy compra un Gloop da una venditrice asiatica e lo chiama Squishface. Dopo avergli versato del liquore, Squishface inizia a moltiplicarsi e tutti i Gloop iniziano a minacciare la vita a bordo del Sealab a causa delle loro scoregge di solfato di metano che stanno sovraccaricando i vaporizzatori del Sealab. Tuttavia, Murphy si rifiuta di distruggere i Gloop e li manda a combattere contro Debbie, Quinn, Marco e Stormy in una resa dei conti che lascia i Gloop morti e Murphy gravemente ferito nel laboratorio medico. Mentre l'equipaggio se ne va, Murphy rivela inavvertitamente che Squishface è ancora vivo e Quinn se ne occupa rapidamente dando fuoco sia a Squishface che a Murphy.
- Nota: l'episodio parodia Animaletti pericolosi di Star Trek, Gremlins e Aliens - Scontro finale.[4]

## Bizarro
- Titolo originale: Bizarro
- Diretto da: Adam Reed e Matt Thompson
- Scritto da: Adam Reed, John J. Miller e Matt Thompson

### Trama
L'equipaggio del Sealab è tenuto in ostaggio da strane versioni di se stessi noti collettivamente come Bizarro, che reclamano un raggio di distruzione. Nel tentativo di dimostrare quanto siano seri, i Bizarro fanno suicidare Bizarro Stormy, Bizarro Debbie si allontana col normale Quinn per un "interrogatorio", mentre Bizarro Quinn uccide accidentalmente Bizarro Sparks. Si scopre che Bizarro Debbie e Quinn si sono impegnati in un rapporto sessuale, portando il disappunto di Debbie normale. Non avendo ricevuto informazioni concrete durante l'interrogatorio, i Bizzarro cercano di fare il lavaggio del cervello all'equipaggio del Sealab con un video. Tuttavia, il video finisce per fare il lavaggio del cervello ai Bizarro e Quinn li convince ad andarsene.

## Legend of Baggy Pants
- Titolo originale: Legend of Baggy Pants
- Diretto da: Adam Reed e Matt Thompson
- Scritto da: Adam Reed e Matt Thompson

### Trama
Giocando a golf nella stazione, Murphy manda la sua ultima palla nel nucleo del reattore. Decide di mandare Hesh a prenderla, tuttavia le radiazioni lo trasformano in Monster Hesh mentre la palla si è sciolta. Dirigendosi verso un pro shop, Murphy si perde e nel frattempo dichiara il suo odio per il Pod Six, minacciando di denunciare un membro dell'equipaggio di nome Evans (pensando che si chiami Eggers). Dopo aver realizzato che il pro shop si è trasferito al Pod Six, nella rabbia insegue Evans. Trova un telefono e nel tentativo di chiedere aiuto fa arrabbiare l'operatore, ignorando il fatto che Monster Hesh abbia trovato il pro shop dietro di lui. Murphy si perde ancora di più e trova Dolphin Boy, che fa cadere il suo gelato a terra e lo insegue. Decide di prendere successivamente un drink al bar locale del Sealab, l'Idiot, tuttavia mentre è dentro, Evans gli ruba le mazze da golf, la birra e la Murphmobile. Murphy finisce per essere buttato fuori dal bar per aver litigato con qualcuno e viene investito da Evans.
- Nota: il titolo dell'episodio è una parodia del film La leggenda di Bagger Vance.[4]

## Tinfins
- Titolo originale: Tinfins
- Diretto da: Adam Reed e Matt Thompson
- Scritto da: Adam Reed e Matt Thompson

### Trama
L'equipaggio del Sealab viene intervistato dalla conduttrice Toni Carmell per promuovere il loro film Tinfins. Nel processo intervista un Marco annoiato che è più interessato a bere e a fissare il suo seno, gli animatori Ed Mundy e Christian Danley e i registi Kid 'n' Play. L'episodio è intervallato dalle pubblicità del principale promotore del film, Grizzlebee's, una catena di ristoranti che sta promuovendo il loro Onion Burst e le Onion Wings. Durante la promozione, Marco recita per loro in spagnolo, una "notizia commerciale" afferma che la cipolla è salutare mentre Murphy promuove la cipolla a nome del "Consiglio Mondiale delle Cipolle". La pubblicità è intervallata da altri spot che promuovono i video di "Debbie Does Wild". Viene mostrata più tardi un'anteprima di Tinfins che vedono Quinn trasformare uno squalo in un robot. Toni saluta il pubblico mentre Grizzlebee's ottiene un'ultima promozione.
- Guest star: Kid 'n Play (se stessi).

## 7211
- Titolo originale: 7211
- Diretto da: William Hanna e Joseph Barbera
- Scritto da: Adam Reed e Matt Thompson

### Trama
Un sottomarino nucleare chiamato Aquarius si schianta contro il Seamount. Ciò provoca il verificarsi di due eventi pericolosi: una fuoriuscita di petrolio e il reattore nucleare allo stato critico, entrambi minacciando la vita marina. Il capitano Glenn, tuttavia, non vuole accettare l'aiuto di Murphy poiché risente ancora del fatto che gli abbia fatto notare di aver abbandonato prematuramente la nave. Murphy lo scavalca e lo aiuta a trovare una soluzione per raffreddare il reattore: creare un buco sotto il reattore e scavare un tunnel. Glenn dà l'ordine di abbandonare la nave tuttavia rimane indietro per cercare di sfondare la porta della stanza del reattore, sapendo che se lo farà dovrà inserire le barre di carbonio a mano rischiando una dose fatale di radiazioni. Murphy cerca di convincere Glenn a non farlo mentre Quinn e Stormy cercano di raggiungerlo. Fortunatamente, riescono ad arrivare prima di Glenn e raffreddano il reattore con il liquido di raffreddamento. Con la fuoriuscita di petrolio contenuta e il reattore tornato alla normalità, le riparazioni dell'Aquarius sono terminate e Glenn ringrazia Murphy per il suo aiuto. L'Acquarius si imbatte quindi nel Sealab, tuttavia finiscono entrambi per esplodere.
- Nota: caratterizzato da tematiche "serie", è una versione tagliata e ridoppiata dell'episodio Acquarius chiama Sealab di Sealab 2020, con un finale alternativo. Il titolo deriva dall'anno di trasmissione (1972) e il numero di produzione (SL-11) dell'episodio originale.[4]

## Feast of Alvis
- Titolo originale: Feast of Alvis
- Diretto da: Matt Thompson e Adam Reed
- Scritto da: Adam Reed

## Brainswitch
- Titolo originale: Brainswitch
- Diretto da: Adam Reed e Matt Thompson
- Scritto da: Frank McElrath, Adam Reed e Matt Thompson

## Vacation
- Titolo originale: Vacation
- Diretto da: Matt Thompson e Adam Reed
- Scritto da: Adam Reed, John J. Miller e Matt Thompson

### Trama
Quinn vuole andare in vacanza tuttavia, quando Murphy insiste per la sua necessità alla stazione, cerca di placare le sue paure programmando un ologramma con le sembianze di Murphy per aiutarlo. Murphy lo usa prontamente per accendere l'interfono e ordinare a Stormy di annullare tutti i viaggi in superficie fino a nuovo avviso e un Quinn arrabbiato dichiara che andrà comunque in vacanza. Mentre Quinn cerca di rilassarsi in piscina bevendo del liquore, Murphy improvvisa un campeggio al Sealab con l'ologramma. Nel frattempo, Debbie e Marco raggiungono l'appartamento di Quinn e realizzando che non risponde alla porta, ignorano il messaggio che lo dichiara in vacanza. Marco suggerisce che Quinn è dentro con una prostituta e quando Debbie si arrabbia, segue una lunga sequenza di persone che dicono "uh-oh!", inclusi il robot delle pulizie e Ben di All That Jazz, Master Loo di Murphy Murph and the Feng Shui Bunch, Dolphin Boy, Murphy (con l'ologramma che lo porta in giro nella Murphmobile), Hesh, Sparks, Chopper Dave (dal suo programma televisivo Out of Time), Lenin, una scimmia nello spazio e alieni che sondano un redneck. Marco cerca di calmare Debbie affermando che intendeva dire che Quinn stava guardando T.J. Hooker, tuttavia rovina prontamente tutto rivelando che lo stava guardando con una prostituta. Ricomincia la sequenza degli "uh-oh!", con l'aggiunta di dialoghi e azioni. Il robot schiaccia Ben, la testa di Master Loo vola via, Dolphin Boy viene investito da Murphy, Chopper Dave si trasforma in un lupo mannaro, Lenin viene sbranato da un orso, la scimmia ha assunto vodka e pillole Stimutac, mentre il redneck chiede di farsi rimettere la sonda nell'ano. Mentre Debbie cerca di sfondare la porta di Quinn, la sequenza "uh-oh!" ricomincia un'altra volta, tuttavia l'orso sbrana il primo uomo che ha iniziato. Ciò provoca un'altra sequenza di eventi in cui l'orso fa snowboard, visita l'anteprima del film Tinfins, visita un club, un secondo club per omosessuali, un terzo club dove è situato Quinn in vacanza (riservato alle persone di colore del Sealab), un altro club di redneck dove Alvis è in fila e un club per orsi. Quest'ultima sequenza si rivela essere una pubblicità della Bebop Cola, seguita da Quinn che, raggiungendo la sua stanza nel Sealab, incontra Debbie e Marco alla sua porta e conferma di essere stato in vacanza. Debbie chiede perché Marco avrebbe affermato che Quinn stava dormendo con una prostituta e quando Quinn chiede chi ha dipinto il messaggio sulla sua porta, la sequenza "uh-oh" tenta di ricominciare, interrompendosi immediatamente per volontà di tutti e tre. Successivamente arriva Murphy, ancora spinto dall'ologramma, e chiede a Quinn come sono state le sue vacanze.
- Nota: è conosciuto colloquialmente come "L'episodio Uh-Oh".[5]

## Fusebox
- Titolo originale: Fusebox
- Diretto da: Matt Thompson e Adam Reed
- Scritto da: Adam Reed

### Trama
Salvo la fine, l'episodio non è altro che una ripresa esterna del Sealab. Nel Sealab è in corso un black out e l'equipaggio è rimasto al buio e senza torce poiché Murphy ha una fobia per le torce. Nel frattempo, Debbie scopre che Murphy ha rovistato nel suo cassetto delle mutande per trovare e distruggere la torcia al suo interno, Sparks fa credere a Stormy che sia cieco, tutti scoprono un uomo di nome Thomas che parla come Wally Gator e Stormy si fa esplodere accidentalmente con un accendino. Alla fine, Murphy rivela di essere stato nella stanza del generatore per tutto il tempo e lo accende. Quinn, tuttavia, si chiede perché fosse rimasto lì e Murphy, dichiarando che "ne resterà soltanto nessuno", scaglia la sua ascia contro il generatore, facendo esplodere il Sealab. Si scopre che l'intera vicenda era un filmato del seminario di preparazione a cui tutti (compreso il vero Wally Gator) stanno partecipando. Un annoiato Stormy accende una sigaretta e fa esplodere davvero il Sealab.
- Nota: Wally Gator ha fatto un cameo nella serie.

## Article 4
- Titolo originale: Article 4
- Diretto da: Matt Thompson e Adam Reed
- Scritto da: Frank McElrath, Adam Reed e Matt Thompson

## Return to Oblivion
- Titolo originale: Return to Oblivion
- Diretto da: Matt Thompson e Adam Reed
- Scritto da: Adam Reed, Frank McElrath e Matt Thompson